# Maurizio Cheli
Maurizio Cheli (* 4. Mai 1959 in Modena, Region Emilia-Romagna, Italien) ist ein italienischer Luftwaffenoffizier und ehemaliger Astronaut.

## Leben
Cheli besuchte nach Abschluss eines humanistischen Gymnasiums die italienische Luftwaffenakademie in Pozzuoli bei Neapel, die er 1982 als zweitbester Lehrgangsteilnehmer abschloss. In den Jahren danach flog er als Pilot Kampfflugzeuge vom Typ F-104 „Starfighter“. 1988 wurde er Testpilot, nachdem er die Empire Test Pilots’ School im britischen Boscombe Down als Lehrgangsbester abgeschlossen hatte.

## Astronautentätigkeit
Ab 1992 arbeitete Cheli für die ESA, die ihn ans Johnson Space Center in Houston schickte, wo er zum Astronauten ausgebildet wurde. An der University of Houston studierte Cheli bis 1994 auch Luft- und Raumfahrttechnik. 1996 nahm er als Missionsspezialist zusammen mit Umberto Guidoni (Nutzlastspezialist) an der Mission STS-75 teil, auf der unter anderem ein italienischer Fesselsatellit erprobt wurde.

## Nach der ESA
Nach dieser Mission kehrte Cheli nach Italien zurück und arbeitet seitdem für die Firma Alenia Aeronautica als Testpilot. In dieser Funktion testete er auch die ersten italienischen Eurofighter. Cheli brachte es bisher auf insgesamt 380 Stunden im All und auf über 5.000 Flugstunden auf mehr als 50 verschiedenen Flugzeugtypen.
Am 11. Dezember 2003 bestritt Cheli in Grosseto mit einem Eurofighter ein Beschleunigungsrennen gegen Michael Schumacher im Formel-1-Wagen Ferrari F-2003 GA und konnte sich in drei unterschiedlich langen Läufen schließlich gegen den Deutschen durchsetzen.
Cheli ist mit der ehemaligen belgischen Astronautin Marianne Merchez verheiratet, die von 1992 bis 1995 dem Raumfahrerkorps der ESA angehörte.